# Médiévales (revue)
Cet article concerne la revue scientifique. Pour le festival, voir Médiévales (festival).
Médiévales est une revue scientifique qui publie des articles sur tous les aspects du Moyen Âge : principalement histoire et littérature mais aussi linguistique, droit, archéologie, philosophie et histoire de l’art.
Chaque numéro comprend un dossier thématique, souvent issu d’un séminaire ou d’un travail d’équipe, coordonné par un spécialiste. Des articles sur les sujets les plus divers sont également publiés dans la rubrique « Essais et recherches ». La rubrique « Point de vue » propose des lectures croisées d’un ouvrage ou des bulletins critiques sur des thèmes d’actualité de la recherche. Des notes de lecture sur des ouvrages récents accompagnent chacun des numéros.
La revue est disponible en texte intégral sur le portail OpenEdition Journals, avec un délai de restriction de 2 ans ; elle est propulsée par le  CMS libre Lodel.

## Publications
- N°73 : Le texte à l'épreuve du numérique[1]
- N°77, automne 2019 : Mathématiques Savoirs et enseignements[2]
- N°78 : Moyen Âge en séries[3]
- N°81, 2021 : Animaux marins[4]
- N°81, automne 2021 : Voix laïques[5]

## Voir également